# Elaphoglossum montanum
Elaphoglossum montanum är en träjonväxtart som beskrevs av Kieling-rubio och Windisch. Elaphoglossum montanum ingår i släktet Elaphoglossum och familjen Dryopteridaceae. Inga underarter finns listade.